# Denis Donaldson
Denis Donaldson (1950, Belfast, Irlanda del Norte - 4 de abril de 2006, Donegal, República de Irlanda) fue un miembro militante del IRA provisional y del Partido Sinn Féin.
En 2005, su colaboracionismo con los MI5 y la Special Branch,. y la policía de Irlanda del Norte, salió a la luz.  Aislado desde entonces en una casa de campo en Donegal, fue asesinado el 4 de abril de 2006.
Una amistad con el escritor Sorj Chalandon le inspiró dos novelas : My traitor publicada en 2008 seguido de Return to Killybegs de 2011.